# Піта папуанська
Піта папуанська (Erythropitta macklotii) — вид горобцеподібних птахів родини пітових (Pittidae). Раніше вважався підвидом піти червоночеревої (Erythropitta erythrogaster).

## Поширення
Вид поширений в Новій Гвінеї, на островах Ару, Кайських островах, островах Раджа-Ампат, Япен, Д'Антркасто, островах Торресової протоки та на півострові Кейп-Йорк на півночі Австралії. Природним середовищем птаха існування є субтропічний або тропічний вологий низинний ліс.

## Опис
Тіло завдовжки від 15 до 17 см, вага тіла від 80 до 104 грамів. Харчується комахами та їх личинками, равликами та дощовими черв'яками.